# Cornicello

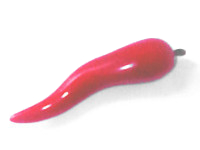
Corne porte-bonheur rouge.

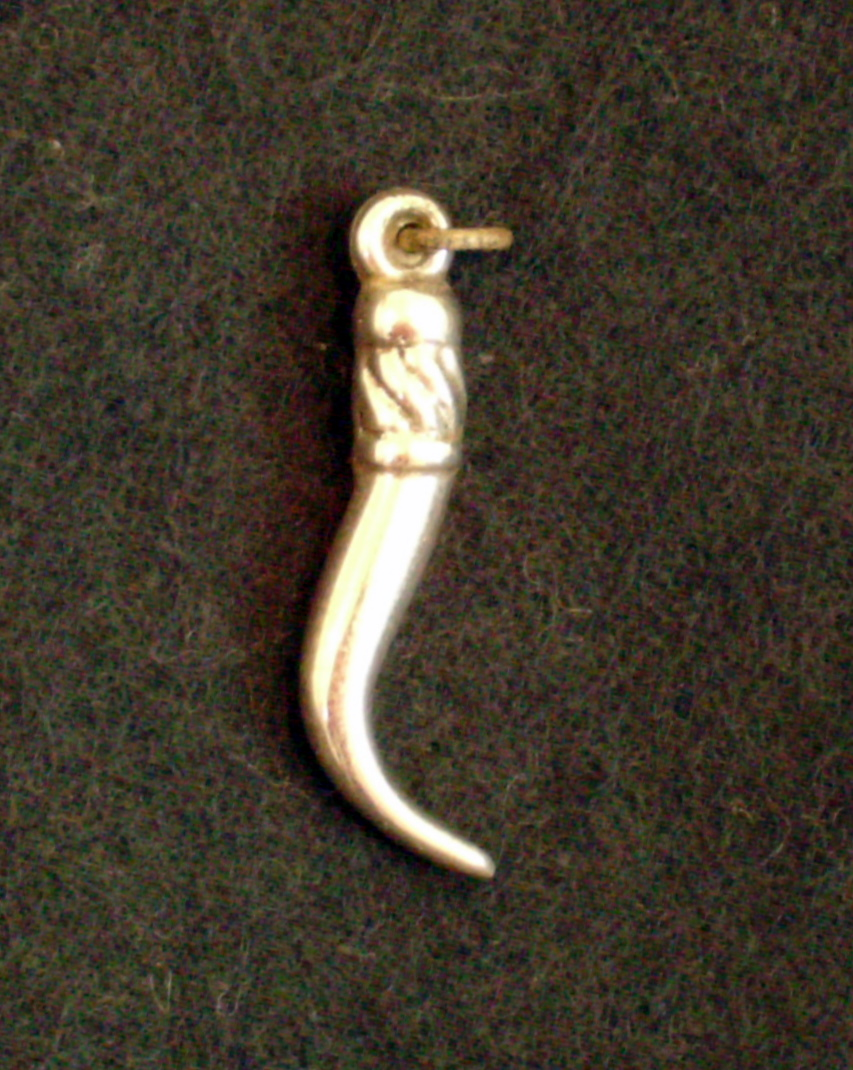
Corne d'argent.

La corne porte-bonheur (en italien : corno portafortuna), cornicello ou cornetto (en napolitain : curniciello), est une amulette traditionnelle en Italie.
Parfois sous forme de bijou métallique (d'or ou d'argent), il est le plus souvent de couleur rouge (traditionnellement en corail, mais le plus souvent en plastique). Les dimensions sont variables. La forme et la couleur du cornetto rouge ressemblent à celles d'un piment.
Il se veut efficace contre le mauvais œil et le mauvais sort. La région où l'amulette est la plus répandue est la Campanie (57 %). 
La corne rouge est l'un des porte-bonheur les plus célèbres de Naples. Sa forme représente le phallus de Priape, dieu de la prospérité.

## Histoire
Le symbole de la corne est considéré comme de bon augure depuis le Néolithique en raison de sa forme phallique qui en fait un emblème de fertilité, de virilité, de force physique, les animaux se servant de leurs cornes. La couleur rouge est aussi un symbole de force car elle rappelle le sang et le feu.
Un mythe grec lie la corne porte-bonheur à la figure d'Amalthée, nourrice de Zeus.